# Adam Draski
Adam Draski (ur. ok. 1582, zm. 4 grudnia 1648 w Krakowie) – duchowny katolicki, teolog, pedagog, bibliofil, profesor i dziekan Wydziału Teologicznego Uniwersytetu Jagiellońskiego.

## Życiorys
Urodzony w rodzinie chłopskiej w Błażowej koło Rzeszowa. Zapisany został na Uniwersytet Jagielloński w 1602. W 1611 został bakałarzem, potem był nauczycielem Kolegium Lubrańskiego w Poznaniu, które założył biskup Jan Lubrański w (1519). W 1623 został powołany do Collegium Maius Akademii Krakowskiej. Trzykrotnie pełnił funkcje dziekana wydziału filologicznego, był profesorem języka greckiego. Początkowo był zainteresowany nowinkami religijnymi, z którymi zetknął się w Poznaniu, lecz potem skupił się mocno na tradycyjnej wierze. Pod koniec swej kariery naukowej przeszedł do Wydziału Teologicznego UJ. Zmarł w 1648, pochowany został w  kościele św. Anny w Krakowie, bibliotekę swoją przekazał w testamencie krakowskiej uczelni